# فندلينغن
فندلينغن (بالألمانية: Wendlingen) هي مدينة وبلدة ألمانية تقع في بادن-فورتمبيرغ في ألمانيا. يقدر عدد سكانها بـ 15,804 نسمة .

## المدن التوأمة
مدينة Millstatt هي مدينة توأمة لفندلينغن.